# فریدا بنش
فریدا کاترینا بنش (۱۰ ژوئن 1880 - پس از ۱۹۴۳)، که گاهی اوقات به عنوان فریدا بنش یا فردا بنشه یا فریدا ویندولف شناخته می‌شود، یک سوپرانوی آمریکایی بود.
فلوتیست پل هنبرگ دو اثر برای بنش ساخت. او در سال ۱۹۲۴ دو کنسرت رادیویی برگزار کرد او در سال ۱۹۲۶ در آلمان تور برگزار کرد در سال‌های ۱۹۴۳ و ۱۹۴۴، او معلم صدا در شهر نیویورک بود.
بنش در شهر نیویورک متولد شد. مادرش ماگدالنا گولز بنشه بود. پدر آلمانی الاصل او ادوارد بنش یک تاجر بود، و رئیس انجمن آریون (یک باشگاه موسیقی آلمانی-آمریکایی در نیویورک) بود. او در مدرسه خانم جاودون تحصیل کرد، در دوران جوانی ویولن و پیانو آموخت، نزد یوگنی پاپنهایم در نیویورک آموزش دید، و با ترزا زیهوفر در برلین به فراگیری صدا پرداخت. فریدا بنش در سال ۱۹۰۱ با معمار اوت پل ویندولف ازدواج کرد. آنها در سال ۱۹۱۰ طلاق گرفتند. او در سال ۱۹۱۹ با متالورژیست اریش آلفرد بک ازدواج کرد